# Campionati mondiali di nuoto in vasca corta 2024 - 200 metri rana femminili
La gara dei 100 metri rana femminili dei campionati mondiali di nuoto in vasca corta 2024 si è svolta il 13 dicembre 2024 presso la Duna Aréna di Budapest.

## Podio
| Pos.    | Atleta            | Nazione     |
| ------- | ----------------- | ----------- |
| Oro     | Kate Douglass     | Stati Uniti |
| Argento | Evgenija Čikunova | NAB         |
| Bronzo  | Alexandra Walsh   | Stati Uniti |

## Record
Prima della manifestazione il record del mondo (RM) e il record dei campionati (RC) erano i seguenti.
|  | 2'12"72 | Kate Douglass | 31 ottobre 2024 Singapore  |
|  | 2'15"77 | Kate Douglass | 16 dicembre 2022 Melbourne |

Durante la competizione è stato migliorato il seguente record:
|  | 2'12"50 | Kate Douglass |

## Programma
| Data             | Ora   | Turno    |
| ---------------- | ----- | -------- |
| 13 dicembre 2024 | 9:19  | Batterie |
| 13 dicembre 2024 | 18:06 | Finale   |

## Risultati

### Batterie
| Pos. | Batteria | Corsia | Atleta                 | Nazionalità                   | Tempo       | Note |
| ---- | -------- | ------ | ---------------------- | ----------------------------- | ----------- | ---- |
| 1    | 5        | 4      | Kate Douglass          | Stati Uniti                   | 2'16"64     | Q    |
| 2    | 4        | 4      | Evgenija Čikunova      | NAB                           | 2'17"04     | Q    |
| 3    | 3        | 7      | Alexandra Walsh        | Stati Uniti                   | 2'18"74     | Q    |
| 4    | 3        | 3      | Rebecca Meder          | Sudafrica                     | 2'18"79     | Q    |
| 5    | 5        | 3      | Kristýna Horská        | Rep. Ceca                     | 2'19"00     | Q    |
| 6    | 5        | 5      | Alina Zmushka          | NAA                           | 2'19"19     | Q    |
| 7    | 3        | 9      | Angharad Evans         | Gran Bretagna                 | 2'19"51     | Q    |
| 8    | 4        | 3      | Clara Rybak-Andersen   | Danimarca                     | 2'19"59     | Q    |
| 9    | 4        | 6      | Zhu Leiju              | Cina                          | 2'19"97     |      |
| 10   | 3        | 5      | Park Si-eun            | Corea del Sud                 | 2'20"41     |      |
| 11   | 3        | 8      | Kotryna Teterevkova    | Lituania                      | 2'20"48     |      |
| 12   | 4        | 5      | Kotomi Kato            | Giappone                      | 2'20"55     |      |
| 13   | 4        | 7      | Julija Efimova         | NAB                           | 2'21"79     |      |
| 13   | 5        | 9      | Alexanne Lepage        | Canada                        | 2'21"79     |      |
| 15   | 3        | 6      | Liu Mengyang           | Cina                          | 2'21"85     |      |
| 16   | 3        | 4      | Tara Kinder            | Australia                     | 2'21"91     |      |
| 17   | 4        | 9      | Ellie McCartney        | Irlanda                       | 2'23"36     |      |
| 18   | 5        | 2      | Kinga Paradowska       | Polonia                       | 2'24"01     |      |
| 19   | 5        | 6      | Andrea Podmaníková     | Slovacchia                    | 2'24"49     |      |
| 20   | 3        | 0      | Olivia Klint Ipsa      | Svezia                        | 2'24"60     |      |
| 21   | 4        | 2      | Nikoleta Trníková      | Slovacchia                    | 2'25"16     |      |
| 22   | 2        | 6      | Emily Santos           | Panama                        | 2'25"26     |      |
| 23   | 5        | 8      | Maria Romanjuk         | Estonia                       | 2'25"30     |      |
| 24   | 5        | 0      | Eszter Békési          | Ungheria                      | 2'25"60     |      |
| 25   | 4        | 8      | Ko Ha-ru               | Corea del Sud                 | 2'25"61     |      |
| 26   | 4        | 0      | Zyleika Pratt-Smith    | Nuova Zelanda                 | 2'25"63     |      |
| 27   | 5        | 7      | Ana Blažević           | Croazia                       | 2'25"98     |      |
| 28   | 4        | 1      | Brigitta Vass          | Romania                       | 2'26"05     |      |
| 29   | 2        | 4      | Macarena Ceballos      | Argentina                     | 2'26"27     |      |
| 30   | 2        | 3      | Phiangkhwan Pawapotako | Thailandia                    | 2'26"45     |      |
| 31   | 2        | 2      | Nàdia Tudó             | Andorra                       | 2'29"62     |      |
| 32   | 2        | 5      | Man Wui Kiu            | Hong Kong                     | 2'30"82     |      |
| 33   | 1        | 3      | Maria Erokhina         | Cipro                         | 2'31"31     |      |
| 34   | 2        | 1      | Anastasia Basisto      | Moldavia                      | 2'31"37     |      |
| 35   | 1        | 4      | Angelina Messina       | Laos                          | 2'32"55     |      |
| 36   | 2        | 7      | Lea Højsted            | Fær Øer                       | 2'33"31     |      |
| 37   | 2        | 8      | Tara Al-Oul            | Giordania                     | 2'39"05     |      |
| 38   | 2        | 0      | Nicole Mack            | Guatemala                     | 2'40"34     |      |
| 39   | 2        | 9      | Maria Batallones       | Isole Marianne Settentrionali | 2'45"42     |      |
| 40   | 1        | 5      | Adaya Sian Bourne      | Sint Maarten                  | 3'04"58     |      |
| DNS  | 3        | 1      | Sydney Pickrem         | Canada                        | Non partita |      |
| DNS  | 3        | 2      | Eneli Jefimova         | Estonia                       | Non partita |      |
| DNS  | 5        | 1      | Emma Carrasco          | Spagna                        | Non partita |      |

### Finale
| Pos.    | Corsia | Atleta               | Nazionalità   | Tempo   | Note |
| ------- | ------ | -------------------- | ------------- | ------- | ---- |
| Oro     | 4      | Kate Douglass        | Stati Uniti   | 2'12"50 |      |
| Argento | 5      | Evgenija Čikunova    | NAB           | 2'15"14 |      |
| Bronzo  | 3      | Alexandra Walsh      | Stati Uniti   | 2'16"83 |      |
| 4       | 7      | Alina Zmushka        | NAA           | 2'17"30 |      |
| 5       | 6      | Rebecca Meder        | Sudafrica     | 2'18"26 |      |
| 6       | 2      | Kristýna Horská      | Rep. Ceca     | 2'18"31 |      |
| 7       | 8      | Clara Rybak-Andersen | Danimarca     | 2'18"73 |      |
| 8       | 1      | Angharad Evans       | Gran Bretagna | 2'18"77 |      |